# Departamentul Mono
Departamentul Mono este o unitate administrativă de gradul I  a Beninului. Reședința sa este orașul Lokossa.